# L'ultima onda del lago
L'ultima onda del lago è il romanzo, opera prima del giornalista e scrittore Stefano Paolo Giussani, pubblicato nel 2011 e vincitore del premio Brianza 2012.

## Trama
Milano 1944. Anna, adolescente ebrea appartenente ad una buona famiglia, il fratellino Davide, sordo e cieco, e l'amico Sebastiano si danno alla fuga per approdare in Svizzera e trovare così scampo dalle SS. Sui monti del lago di Como vive Valerio, un ragazzo dedito al contrabbando. E per meglio sfuggire al controllo dei finanzieri ha pensato di costruire un sommergibile per attraversare il lago. Alla fine riuscirà a costruirlo ma incontrerà Anna, Davide e Sebastiano a interferire nel suo piano. La tematica è quella della guerra, della persecuzione degli ebrei e degli omosessuali.